# استفان میتروویچ
استفان میتروویچ (انگلیسی: Stefan Mitrović؛ زادهٔ ۲۹ مارس ۱۹۸۸) بازیکن واترپلو اهل صربستان است.
وی در مسابقات کشوری و بین‌المللی در مجموع برندهٔ ۱۴ مدال طلا، ۲ مدال برنز شده‌است.